# 白笹稲荷神社
白笹稲荷神社（しらささいなりじんじゃ）は、神奈川県秦野市今泉にある神社。関東三大稲荷の一社。登記上の宗教法人名称は宗教法人白笹稲荷神社。
創建当初は白篠稲荷という小祠であったと伝えられる。創建年不詳。
近くに秦野の水源地「一貫田湧水」がある。

## 来歴
- 造立は1648年（正保5年）とも言われる[3][4]。
- 1669年（寛文9年） - 建立[3][4]。
- 1774年（安永3年） - 由来を明らかにするため、新たに伏見稲荷を祭って再建。

## 祭事
- 元日 - 除夜祭、歳旦祭
- 2月初午 - 例大祭
- 2月二午 - 二の午祭
- 2月11日 - 建国祭
- 2月17日 - 祈年祭
- 3月21日 - 祖霊祭（春分祭）
- 6月30日 - 夏越大祓え
- 7月7日 - 七夕祭
- 7月 - 8月 - ぼんぼんまつり
- 9月23日 - 祖霊祭（秋分祭）
- 10月17日 - 神嘗祭
- 11月 - 七五三祭
- 11月23日 - 神嘗祭
- 12月31日 - 年越大祓

## アクセス
- 小田急電鉄小田原線秦野駅北口より畑中経由渋沢駅行きまたは比奈窪ゆきバス。「白笹稲荷神社前」にて下車徒歩約5分。
- 東名高速道路・秦野中井インターチェンジより約10分。

## ギャラリー

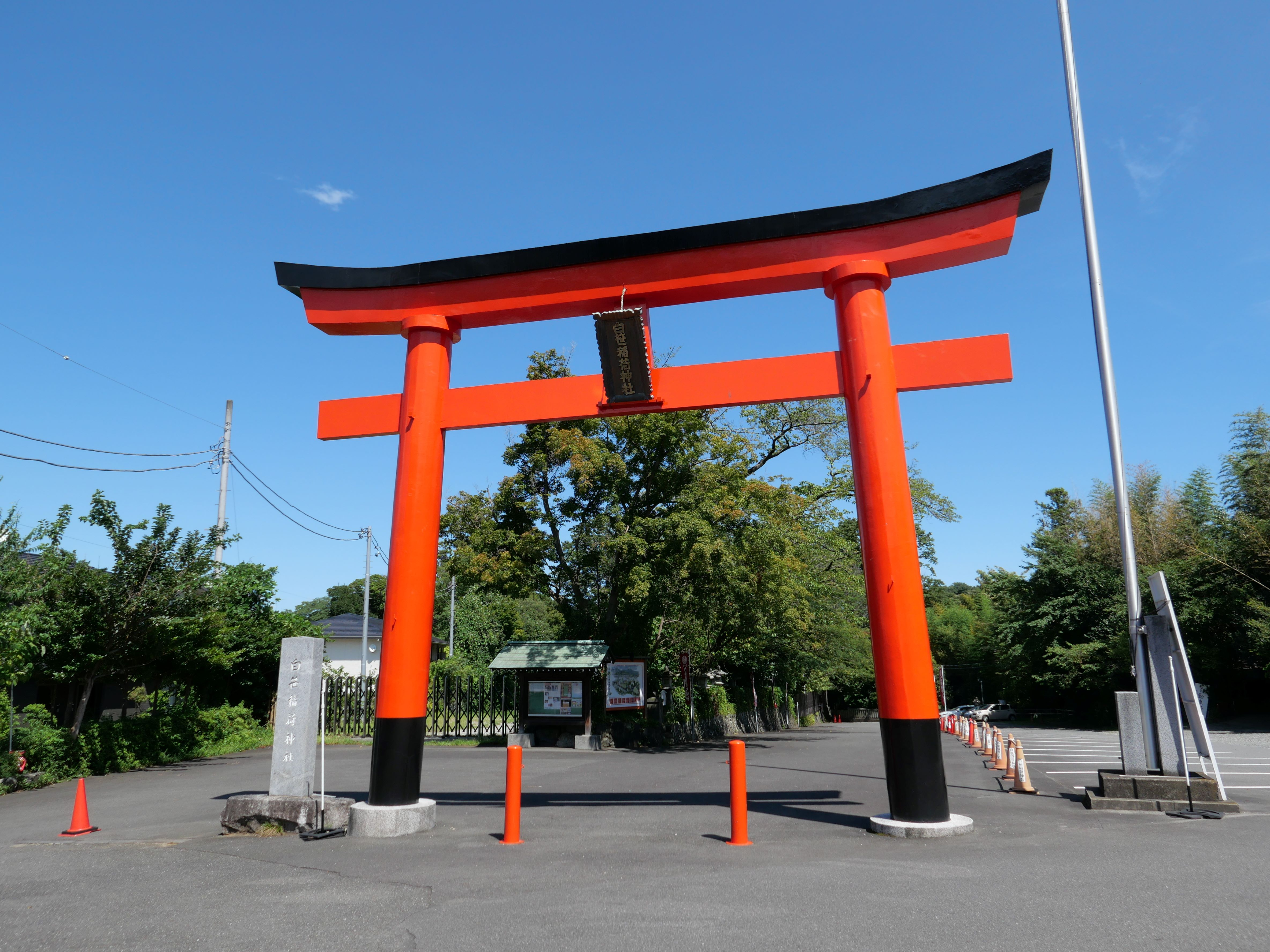
大鳥居、2024年8月17日撮影
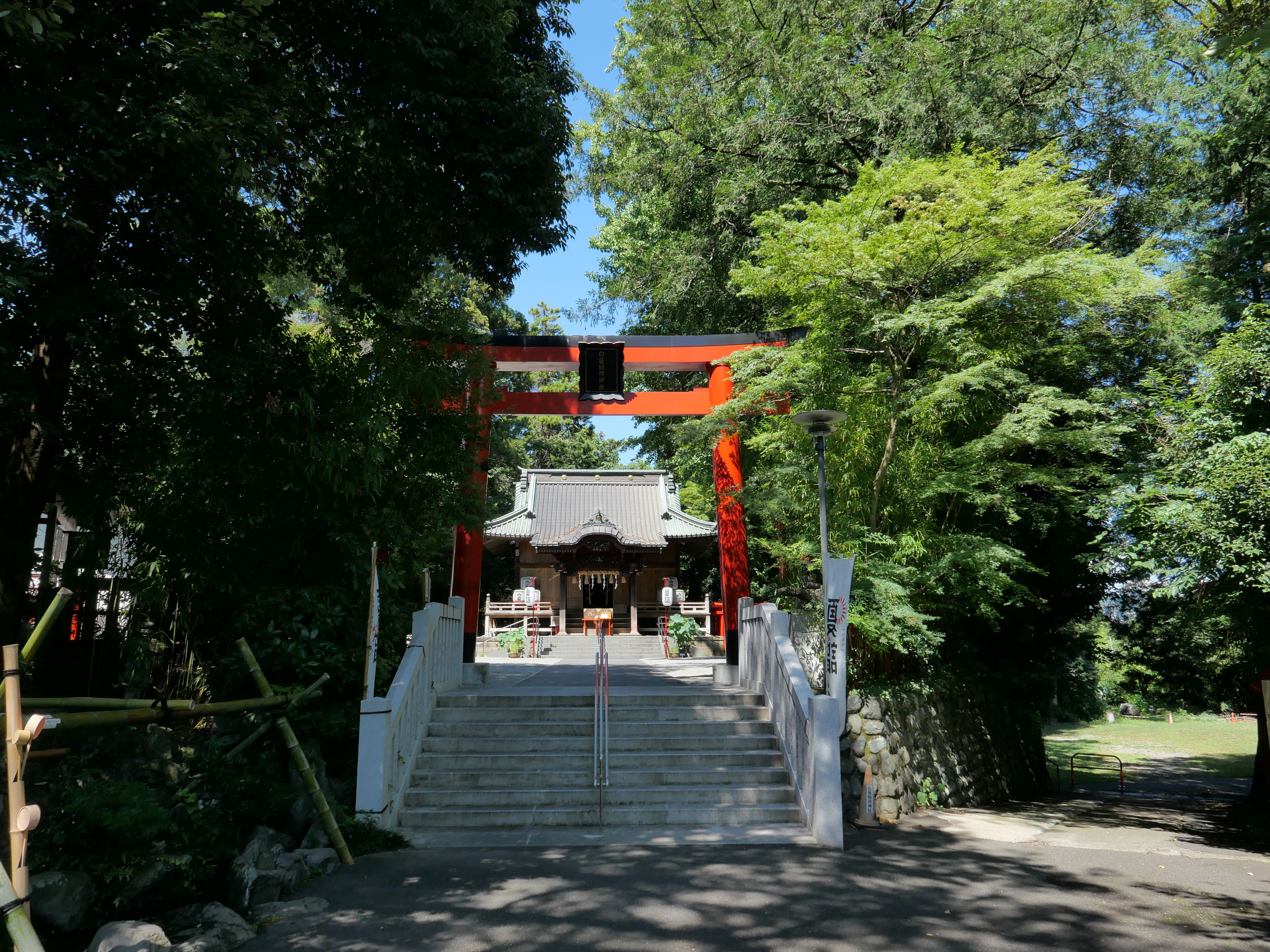
鳥居、2024年8月17日撮影
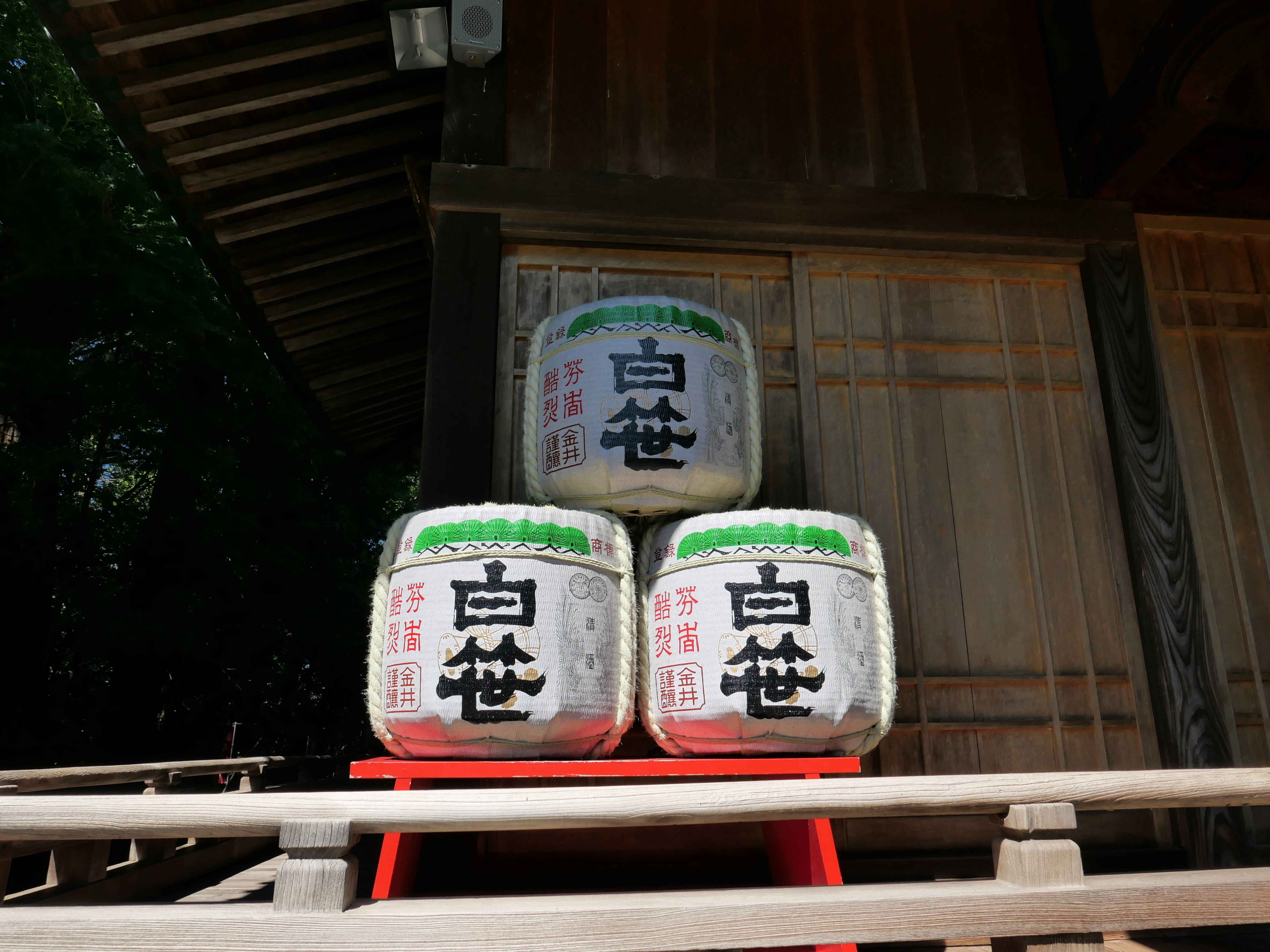
奉納された金井酒造白笹鼓の酒樽、2024年8月17日撮影
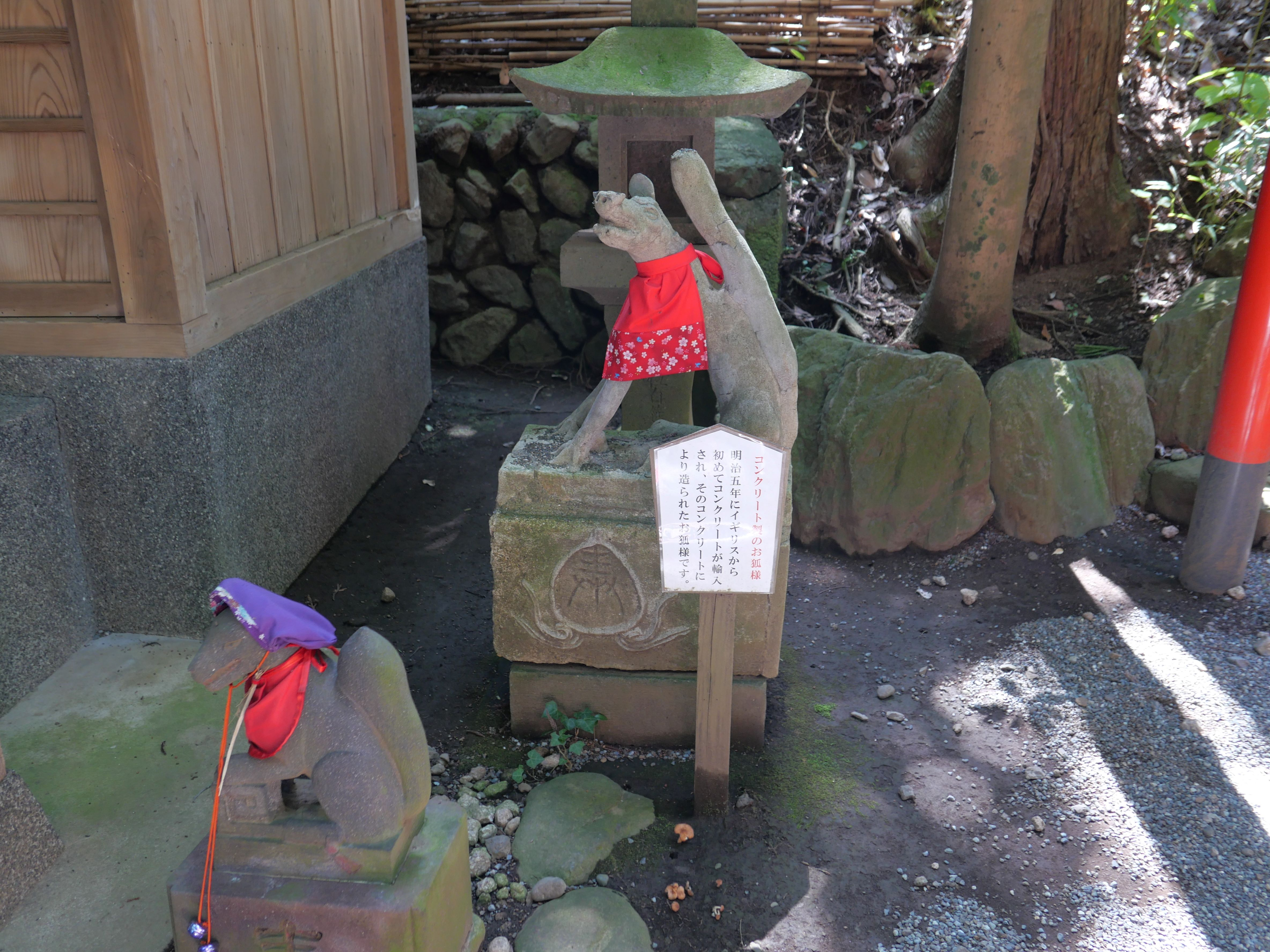
コンクリート製のお狐様、2024年8月17日撮影
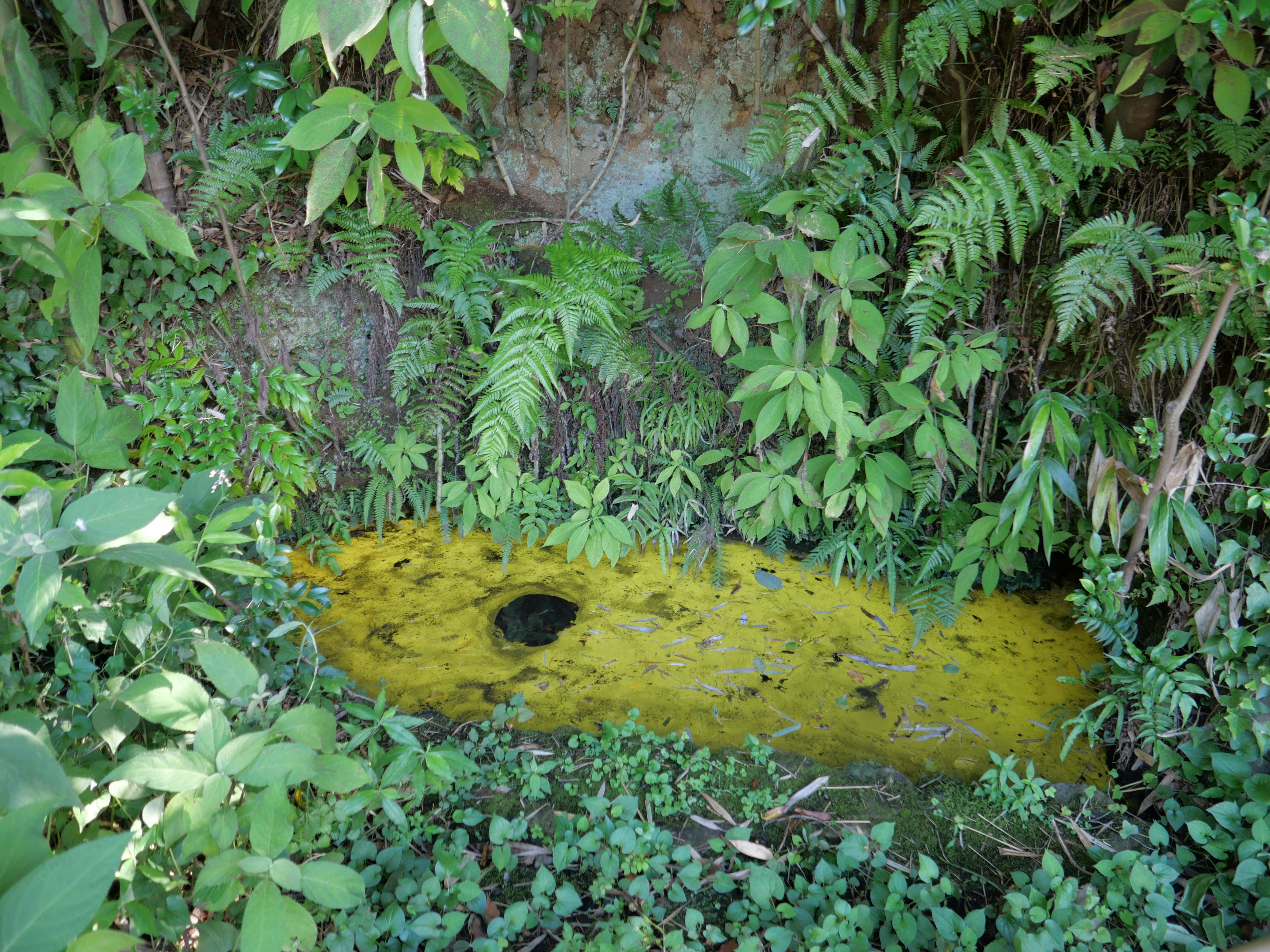
黄金の泉のヒカリモ、2024年8月17日撮影

## 関連文献
- 「波多野庄 今泉村 稲荷社」『大日本地誌大系』 第38巻新編相模国風土記稿3巻之53村里部大住郡巻之12、雄山閣、1932年8月、154-155頁。NDLJP:1179219/83。